# Florea Mitrănescu
Florea Mitrănescu (* 9. Februar 1886; † 21. Februar 1944) war ein rumänischer General im Zweiten Weltkrieg. Er kommandierte im Krieg das VII. Armeekorps der 4. Armee.

## Leben
Am 23. Mai 1923 wurde er Oberstleutnant. Vom 1. Oktober 1924 bis 10. Mai 1925 war er Stabschef der 8. Infanterie-Division. Von 1. Juli 1925 bis 1. April 1926 war er Kommandeur des 6. Gebirgs-Bataillons. Am 1. April 1937 wurde er zum Brigadegeneral und am 8. Juni 1940 zum Generalmajor befördert. Während des Rückzuges aus Bessarabien hatte er das Kommando über die 19. Infanterie-Division. Am 25. März 1941 übernahm er die Führung des VII. Armeekorps, das erst nach Anlaufen der Operation Barbarossa über den Pruth nachfolgte.
Während des Unternehmen Trappenjagd verstärkten seine Truppen (rumänische 10. und 19. Infanteriedivision sowie 8. Kavalleriebrigade) den Angriff des deutschen XXXXII. Korps (General der Infanterie Mattenklott) auf der Halbinsel Kertsch. Am 18. Juli 1942 wurde er in den Rang eines General de armata befördert und folgte der deutschen 6. Armee an den Wolga-Abschnitt nach, wo sein Korps im November 1942 bei der Operation Uranus vernichtet wurde. Ab 20. März 1943 führte er das VI. Armeekorps und dann ab 16. September 1943 wieder des VII. Armeekorps. Er wurde am 21. Februar 1944 bei neuerlichen Abwehrkämpfen gegen die sowjetischen Truppen an der Front getötet.